# Wolfram Achtnich

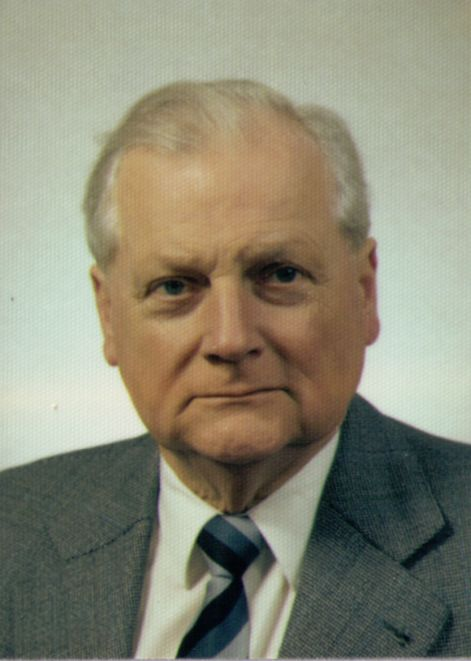
Wolfram Achtnich

Wolfram Achtnich (* 11. Juni 1923 in Dresden; † 29. Februar 2008 in Steinenbronn) war ein deutscher Pflanzenbauwissenschaftler. Sein zentrales Lehr- und Forschungsgebiet war der Bewässerungslandbau in den Tropen und Subtropen.

## Lebensweg
Wolfram Achtnich, Sohn des Studienrats Karl Achtnich, besuchte die Rudolf-Steiner-Schule in Dresden und legte 1942 die Reifeprüfung ab. Es folgten drei Jahre Wehrdienst bei der Kriegsmarine als Leutnant zur See. 1945 begann Achtnich eine landwirtschaftliche Lehre. Ab 1947 studierte er Landwirtschaft an der Christian-Albrechts-Universität Kiel und an der Landwirtschaftlichen Hochschule Hohenheim. Nach der Prüfung zum Diplomlandwirt (1950) war er als wissenschaftlicher Mitarbeiter am Institut für Pflanzenbau und Pflanzenzüchtung in Hohenheim tätig. Unter der Leitung von Walther Brouwer promovierte er dort 1953 mit einer Dissertation über Nährstoffaufnahme und Ertrag bei Gerste und Hafer.
1955 verließ Achtnich den Hochschuldienst und wurde Leiter der landwirtschaftlichen Abteilung der Perrot-Regnerbau in Calw (Baden-Württemberg). Von 1965 bis 1968 war er Geschäftsführer der in Frankfurt (Main) ansässigen Deutschen Gesellschaft für Bewässerungswirtschaft. Die Verbindung zur Universität ließ er jedoch nicht abreißen. Als Lehrbeauftragter für das Fachgebiet Landbau in den Tropen und Subtropen hielt er von 1958 bis 1962 nebenamtlich Vorlesungen an der Justus-Liebig-Universität Gießen und ab 1963 an der Landwirtschaftlichen Hochschule Hohenheim.
Ab 1968 war Achtnich wieder hauptberuflich im Hochschuldienst tätig. Als Akademischer Rat wirkte er bis 1979 als Abteilungsleiter und Fachvertreter für das Lehrgebiet Pflanzenbau in den Tropen und Subtropen an der seit 1967 zur Universität erhobenen Landwirtschaftlichen Hochschule Hohenheim. 1979 erfolgte die Habilitation und die Ernennung zum Professor. 1981 folgte Achtnich einem Ruf an die Georg-August-Universität Göttingen. Als Nachfolger von Sigmund Rehm übernahm er die Professur für tropischen und subtropischen Pflanzenbau. 1988 trat er in den Ruhestand.

## Forschung und Lehre
Die Schwerpunkte der wissenschaftlichen Tätigkeit Achtnichs waren Fragen der Landentwicklung und der Bodenfruchtbarkeit in den Tropen und Subtropen. Den komplexen Wechselwirkungen im System „Boden-Wasser-Pflanze“ galt dabei sein besonderes Interesse. Beeinflusst von seinem Doktorvater Walther Brouwer, der sich intensiv mit der Feldberegnung landwirtschaftlicher Kulturpflanzen beschäftigte, vor allem aber durch Studien- und Forschungsaufenthalte in tropischen Ländern, wurde für Achtnich die Bewässerungslandwirtschaft alsbald das zentrale Lehr- und Forschungsgebiet. Mit seinem Hauptwerk „Bewässerungslandbau. Agrotechnische Grundlagen der Bewässerungswirtschaft“, mit dem er sich 1979 an der Universität Hohenheim habilitierte, schuf er das erste umfassende deutschsprachige Handbuch des Bewässerungslandbaus – bis heute ein Standardwerk der wissenschaftlichen Agrarliteratur.
Neben seinen vielfältigen Aktivitäten als Berater und Gutachter bei Projekten der Ernährungs- und Landwirtschaftsorganisation FAO und bei anderen internationalen Organisationen, hat Achtnich auch in mehreren deutschen Fachorganisationen an verantwortlicher Stelle mitgewirkt. Er gehört zu den geistigen Vätern der 1965 gegründeten „Deutschen Gesellschaft für Bewässerungswirtschaft“. Von 1965 bis zu deren Überleitung in den „Deutschen Verband für Wasserwirtschaft und Kulturbau“ im Jahre 1979 war er Geschäftsführer dieser Fachgesellschaft. Deren Publikationsorgan, die „Zeitschrift für Bewässerungswirtschaft“, hat er von 1966 bis 1986 als Schriftleiter und dann als Mitherausgeber nachhaltig mitgeprägt.
Über die Ergebnisse seiner Lehr-, Forschungs- und Gutachtertätigkeit hat Achtnich ca. 80 Beiträge in Fachzeitschriften und Handbüchern veröffentlicht. Von 1983 bis 1989 zeichnete er gemeinsam mit Hans Lamprecht als Herausgeber der „Göttinger Beiträge zur Land- und Forstwirtschaft in den Tropen und Subtropen“ (Bd. 1–49). Unter Achtnichs Ägide promovierten an der Universität Göttingen zahlreiche Stipendiaten aus tropischen Ländern.

## Veröffentlichungen (Auswahl)
- Untersuchungen über Nährstoffaufnahme und Ertrag bei Gerste und Hafer. Diss. Landw. Hochschule Hohenheim 1953. – Auszug in: Zeitschrift für Acker- und Pflanzenbau Bd. 99, 1955, S. 273–293.
- Kooperation zwischen Wissenschaft und Industrie am Beispiel der Bewässerungswirtschaft. In: Der Tropenlandwirt, Beiheft Nr. 4, 1974, S. 107–116.
- Geht das Oasensterben weiter? Versuch einer Prognose. In: Zeitschrift für Bewässerungswirtschaft Bd. 10, 1975, S. 99–110.
- Bewässerungslandbau. Agrotechnische Grundlagen der Bewässerungswirtschaft. Verlag Eugen Ulmer Stuttgart 1980. 621 Seiten.
- Verbesserung der Weidewirtschaft in den Trockengebieten Afrikas. In: Göttinger Beiträge zur Land- und Forstwirtschaft in den Tropen und Subtropen H. 12, 1986, S. 57–85.
- Bewässerungslandbau in den Tropen und Subtropen (mit H. Lücken). In: Handbuch der Landwirtschaft und Ernährung in den Entwicklungsländern, 2. Aufl., Bd. 3, Verlag Eugen Ulmer Stuttgart 1988, S. 285–342.
- Pseudozerealien, Dattelpalme, Gewürze, Arzneipflanzen. In: Handbuch der Landwirtschaft und Ernährung in den Entwicklungsländern, 2. Aufl., Bd. 4, Verlag Eugen Ulmer Stuttgart 1989, S. 86–93, 376–389, 479–520 u. 521–540.